# Iszmáiliták
Az iszmáiliták (arab: الإسماعيلية al-Iszmāʿīliyya; perzsa: اسماعیلیان; szindhi: اسماعيلي; Iszmāʿīliyān) vagy egyéb nevein iszmáílijja, hetes sía az ezoterikus tanaikról ismert muszlim csoportok összefoglaló elnevezése. Nevüket a sía hatodik imámjának, Dzsafar al-Szádik-nak Iszmáíl  nevű fia után kapták.
Ez a közösség, amely a második legnagyobb a síitákon belül, mintegy 20 millió tagot számlál. Több csoportra oszlanak, melyek közül a nizárik vagy nizáriták (النزاريون) alkotják a legnagyobbat. Indiában khodzsáknak nevezik őket. További csoportok: karmaták, musztalík, drúzok.
Elképzelésük szerint a külsőség (záhir) mögött nyugvó belső lényeget (bátin) kell megismerni. Mint külsőséget, a Koránt is elvetik. Véleményük szerint a szellemnek kell győzedelmeskednie a betű és az igazságosságnak a törvény felett. Az imámot az előd jelöli ki, és nem a közösség határozza meg választás útján.
A 10. század elején ők voltak a hatalmas Fátimida-dinasztia alapítói.

## Történet
A 9. század végén a síának egy újabb ága alakult ki, az iszmáilitáké. Tanításuk szerint a hatodik imám, Dzsafar al-Szádik  (kb. 702–765) csak a megtévesztés érdekében tett úgy, mintha Múszá l-Kázim lenne az utódja, valójában azonban Iszmáíl nevű fia volt az – aki viszont a többi síita szerint még Dzsafar életében elhunyt.
Az iszmáiliták nem egységesek abban, hogy elfogadják-e ezt a tényt: egyesek szerint halála csak színjáték volt, mások viszont úgy tartják, hogy ha meg is halt apja életében, akkor is imám volt, és ezt tovább is örökítette fiára, Muhammadra, a hetedik imámra, aki elrejtőzött, és majd visszatér mahdíként. E téren azonban szintén nem egységes az iszmáilita dogmatika: sokan magát Iszmáílt vallják a hetedik, rejtőző imámnak. A hetes síában a rejtőzés- és mahdítan sem olyan egyértelműen körvonalazott, mint a tizenketteseknél. A többségük szerint Iszmáíl leszármazottai továbbra is éltek, és hittérítőik (dáík) keresztül tartották a kapcsolatot a világgal.
Az iszmáiliták erősen a újplatonizmus hatása alatt álltak, különösen az istenség emanációja tanának tekintetében. Úgy vélték ugyanis, hogy a világnak hét periódusa van, amelyet hét, isteni kiáradást megtestesítő próféta vezet be: Ádám, Noé, Ábrahám, Mózes, Jézus és Mohamed, illetve a majdan visszatérő mahdí, tanításukat pedig hét-hét közvetítő adja át az új periódus kezdetéig. Ez tulajdonképpen azt jelentette, hogy úgy ítélték meg: a mahdí érkezésével az iszlám, azaz a Mohamed által hirdetett világrend meghaladottá vált.
Az iszmáilita tanok két mozgalomban eszkalálódtak a 10. század első felében. Az első, a komoly perzsa befolyás alatt álló karmatíké, egy rövid ideig tartó, igen erőszakos periódust hozott a Közel-Kelet történetében. Bahreini központjukból kiindulva a rablási lehetőségen kapó beduinok támogatásával működő karmatík egy perzsa rabszolgafiút neveztek ki mahdívá, meghirdetve az addigi világrend végső pusztulását. Ennek jegyében Mezopotámia és az Arab-félsziget területeit dúlták, és 928-ban Mekka városában vérfürdőt rendeztek a zarándokok között. Ekkor az új rend jegyében még a Kábából is elrabolták a fekete követ. A mozgalom vezetői azonban valamiféle belső zavar miatt hamarosan meggyilkolták a megváltót, mire a karmatík fokozatosan elvesztették támogatóikat. 950-ben még a fekete kő is visszakerült Mekkába. A karmatí mozgalom a század végére elenyészett.

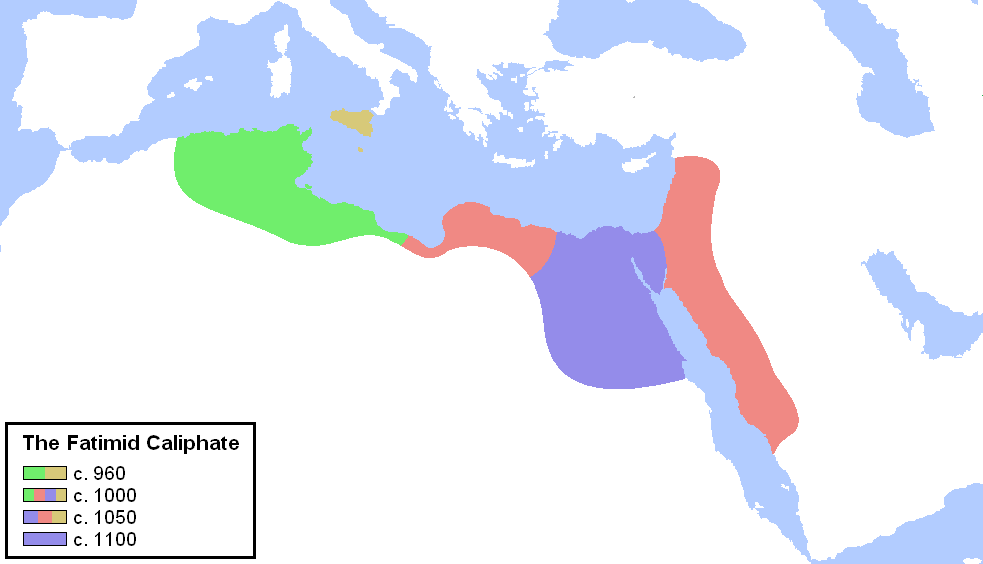
A Fátimida Kalifátus legnagyobb kiterjedése idején

Sokkal sikeresebbnek bizonyult a másik iszmáilita mozgalom, amelyhez a karmatík nem voltak hajlandóak csatlakozni. 909-ben magát Muhammad ibn Iszmáíl utódjának kiadva Ifríkijában lépett fel egy lázadó, Ubajd Alláh al-Mahdí billáh, aki hamarosan megdöntötte az Aglabidák hatalmát. Utódai, akiket a Mohamed lányától való származásuk kihangsúlyozása miatt Fátimidáknak neveztek, 969-ben elpusztították az Ihsídidák egyiptomi emírségét, és amellett, hogy imámoknak tekintették magukat, kalifai címet vettek fel.
A Fátimidák állama 1171-ig állt fenn, és léte során az észak-afrikai és levantei térség meghatározó birodalma volt. Eközben azonban iszmáilita tanokat kénytelenek voltak enyhíteni – az egyetlen kivételt a labilis idegállapotú, 996–1021 között uralkodó al-Hákim jelentette, aki magát az istenség földi megtestesülésének jelentette ki, és végül valószínűleg meggyilkolták emiatt. Mindemellett a fátimida misszió folytatódott, és Haszan-i Szabbáh révén Iránban, Rasíd ad-Dín Szinán, a „hegy öregje” révén pedig Szíriában valóságos államiság jött létre a megközelíthetetlen erődök hálózatából a 11–12. század folyamán.
A két erődhálózat 1094-ig elismerte a Fátimidák imámságát, de a mozgalom ekkor kettészakadt egy örökösödési kérdés kapcsán. Al-Musztanszirnak ugyanis két fia volt, al-Musztaalí és Nizár. Ez utóbbit megölték, de a szíriai és perzsiai iszmáiliták végül őt ismerték el legitim imámnak. Az ún. nizári iszmáilitákkal a keresztesek is gyakorta találkoztak – ők voltak a merész orgyilkosságaikról hírhedt aszaszinok. A két erődhálózat a 13. század közepén szűnt meg: a Hülegü kán vezette mongolok az iráni iszmáilitákat 1256-ban hajtották uralmuk alá, a Mamlúk Birodalom szultánja, az-Záhir Bajbarsz pedig 1273-ra hódoltatta szíriai hitsorsosaikat. Bajbarsz kegye folytán az iszmáiliták lakhelyüket és némi autonómiát megőrizhettek, de végérvényesen a szultánság alattvalóivá váltak.

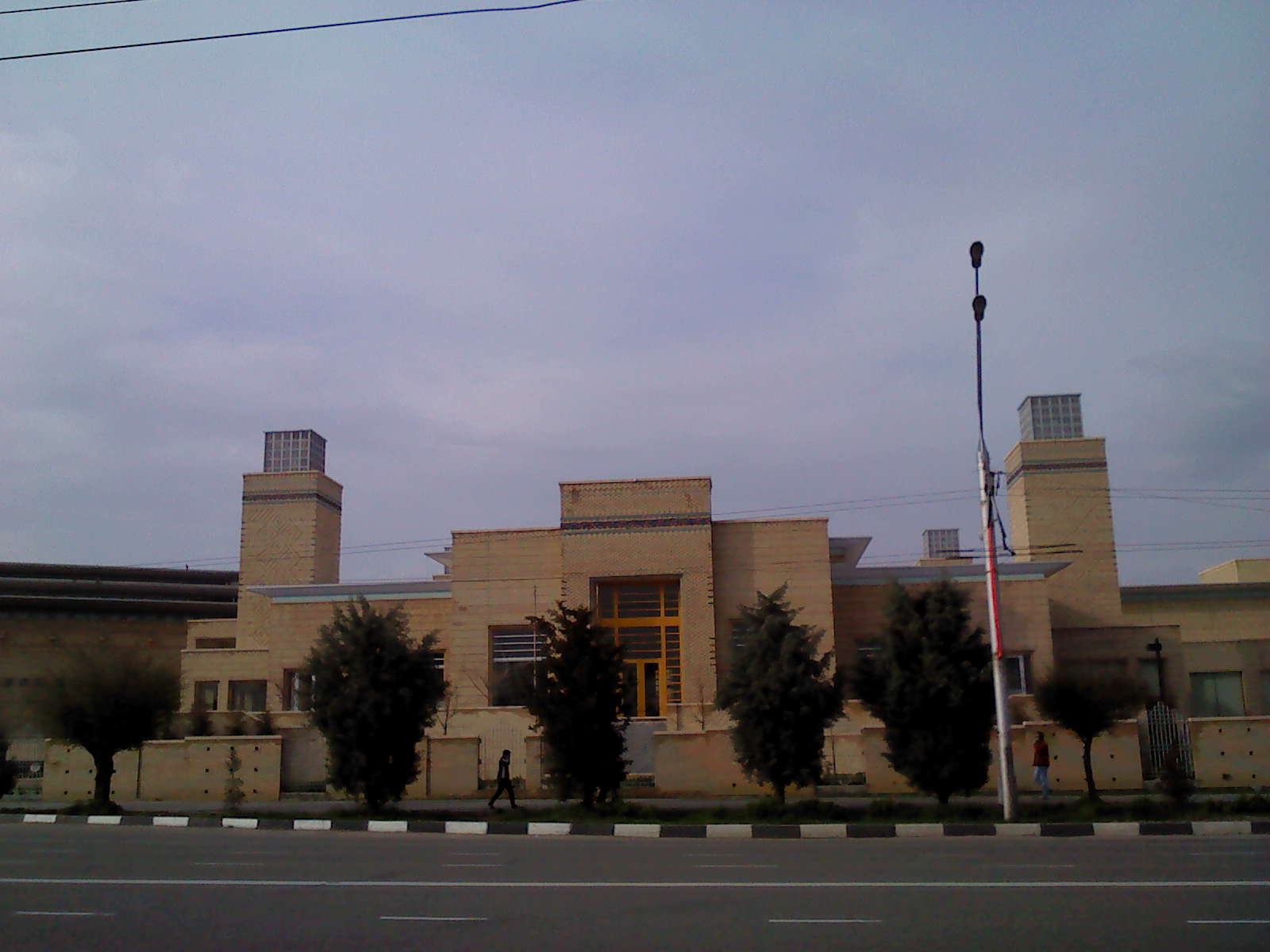
Iszmáilita mecset Tadzsikisztánban, Dusanbe

## Fordítás
- Ez a szócikk részben vagy egészben  az   Isma'ilism című angol Wikipédia-szócikk fordításán alapul.  Az eredeti cikk szerkesztőit annak laptörténete sorolja fel. Ez a jelzés csupán a megfogalmazás eredetét és a szerzői jogokat jelzi, nem szolgál a cikkben szereplő információk forrásmegjelöléseként.